# Danh sách đơn vị hành chính Ninh Hạ

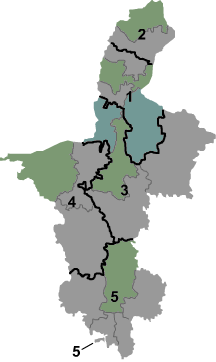
Bản đồ hành chính Khu tự trị Ninh Hạ

Khu tự trị dân tộc Hồi Ninh Hạ, Trung Quốc được chia ra thành các đơn vị hành chính sau:
- 5 đơn vị cấp địa khu
  - tất cả đều là địa cấp thị
- 21 đơn vị cấp huyện
  - 2 huyện cấp thị
  - 11 huyện
  - 8 khu (quận)
- 229 đơn vị cấp hương
  - 94 trấn/ thị trấn
  - 93 hương/ xã
  - 42 nhai đạo

Tất cả các đơn vị hành chính này được giải thích chi tiết trong bài phân cấp hành chính Trung Quốc. Danh sách sau chỉ liệt kê các đơn vị hành chính cấp địa khu và cấp huyện của Ninh Hạ.
| Thành phố (địa cấp thị)     | Quận                                                    | Huyện, thành phố cấp huyện (huyện cấp thị)                                        |
| --------------------------- | ------------------------------------------------------- | --------------------------------------------------------------------------------- |
| • Ngân Xuyên (银川市)       | Hưng Khánh (兴庆区) Tây Hạ (西夏区) Kim Phượng (金凤区) | thành phố cấp huyện Linh Vũ (灵武市) Vĩnh Ninh (永宁县) Hạ Lan (贺兰县)           |
| • Thạch Chủy Sơn (石嘴山市) | Đại Vũ Khẩu (大武口区) Huệ Nông (惠农区)                | Bình La (平罗县)                                                                  |
| • Ngô Trung (吴忠市)        | Lợi Thông (利通区)                                      | thành phố cấp huyện Thanh Đồng Hạp (青铜峡市) Diêm Trì (盐池县) Đồng Tâm (同心县) |
| • Cố Nguyên (固原市)        | Nguyên Châu (原州区)                                    | Tây Cát (西吉县) Long Đức (隆德县) Kính Nguyên (泾源县) Bành Dương (彭阳县)       |
| • Trung Vệ (中卫市)         | Sa Pha Đầu (沙坡头区)                                   | Trung Ninh (中宁县) Hải Nguyên (海原县)                                           |